# Friedrich II. (Schwaben)

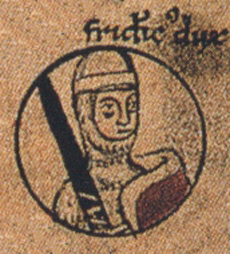
Bild Friedrichs in der Chronica S. Pantaleonis

Friedrich II. der Einäugige (* 1090; † 4. April (vielleicht auch 6. April) 1147 in Alzey), aus dem Geschlecht der Staufer war von 1105 bis zu seinem Tode 1147 Herzog von Schwaben.
Sein jüngerer Bruder Konrad wurde 1138 als erster Staufer zum römisch-deutschen König Konrad III. gewählt.
Friedrichs Söhne waren Kaiser Friedrich I. Barbarossa (1122–1190) und Konrad (1136–1195), Pfalzgraf bei Rhein.

## Leben
Friedrich war der Sohn von Herzog Friedrich I. von Schwaben und Agnes von Waiblingen, der Tochter Kaiser Heinrichs IV.
Nach dem Tod des Vaters im Jahre 1105 folgte ihm Friedrich als Herzog von Schwaben nach. Gemeinsam mit Konrad baute Friedrich II. das Territorium der Staufer weiter aus. Damit setzten sie die Politik ihres Vaters fort. Während Konrad vor allem Gebiete im ehemaligen Herzogtum Franken erwarb, konzentrierte Friedrich sich auf den Mittelrhein und das Elsass, wo er zahlreiche Burgen bauen ließ.
1108 nahm Friedrich am Feldzug gegen Koloman von Ungarn teil. 1110/1111 begleitete er Kaiser Heinrich V. nach Rom zu einer Audienz bei Papst Paschalis II. Da Friedrich dem Kaiser während der oppositionellen Bewegung in Deutschland die Treue gehalten hatte, erklärte dieser ihn und Konrad im Jahre 1116 für die Dauer seiner Italienfahrt zu seinen Stellvertretern (Reichsverwesern). Diese Machtposition nutzten die Brüder, um den staufischen Besitz vor allem in Rheinfranken weiter auszudehnen.
1120 heiratete Friedrich Judith Welf, die Tochter des Welfen Heinrich des Schwarzen. 1122 wurde ihr Sohn Friedrich geboren.
1122 nahm Friedrich II. an der Reichsversammlung in Worms teil, die das später so genannte Wormser Konkordat aushandelte. In dieser Urkunde erscheint er in der Zeugenliste.
Nach dem Tode Heinrichs V. und dem damit verbundenen Aussterben der männlichen Erblinie der Salier versammelten sich am 24. August 1125 die Großen des Reiches in Mainz zur Wahl des Nachfolgers, wobei Friedrich II. einer der Kandidaten war. Die frühere Annahme, dass Heinrich Friedrich vor seinem Tod zum Erben der Königskrone bestimmt hatte, wird in der heutigen Forschung meist bestritten. Vielmehr geht man davon aus, dass Friedrich lediglich die Ordnung im Reich aufrechterhalten sollte, bis ein Nachfolger gefunden worden sei. Andererseits waren Friedrich und sein Bruder Konrad über ihre Mutter Agnes die Erben der salischen Territorien. Der Ablauf der Königswahl in Mainz lässt sich heute nicht mehr genau rekonstruieren. Es kam jedenfalls zu Tumulten, in deren Verlauf Herzog Lothar von Sachsen als Lothar III. zum neuen König gewählt wurde. Friedrich II. akzeptierte diese Wahl zunächst und huldigte Lothar, verweigerte aber den Lehnseid. Bald schon kam es zu Auseinandersetzungen um die Unterscheidung zwischen Königsgut und dem salischen Hausgut. Friedrich und Konrad hatten das Hausgut von Heinrich V. geerbt und entlang des Rheins aufgeteilt: linksrheinisch an Friedrich, rechtsrheinisch an Konrad. Die Abgrenzung zum Königsgut, das sie an Lothar hätten zurückgeben müssen, war jedoch umstritten.
Auf einem Hoftag in Regensburg forderte Lothar im November 1125 die Staufer auf, das Königsgut vom salischen Hausgut zu trennen und an ihn zu übergeben. Als Friedrich und Konrad nicht reagierten, verhängte Lothar im Dezember die Reichsacht über sie. Im Januar 1126 beschlossen mehrere Fürsten in Goslar, die Acht gegen die Staufer militärisch durchzusetzen. Der König und seine Verbündeten besetzten weitgehend ohne Kämpfe Gebiete in Oberlothringen, im Elsass und in Rheinfranken; einen Angriff auf Schwaben, wohin die Staufer sich zurückgezogen hatten, wagte er aber nicht. Ein Angriff der Welfen auf das staufische Kernland scheiterte. 1127 musste Lothar die Belagerung des staufischen Nürnberg abbrechen. Diese Niederlagen Lothars und seiner Verbündeten führten dazu, dass ihm mehrere Machthaber Niederlothringens und Frankens ihre Unterstützung entzogen. Während eines Kampfes im Rahmen dieser Feldzüge verlor Friedrich ein Auge und kam damit als Königskandidat nicht mehr in Frage, fehlte ihm doch nun die körperliche Unversehrtheit als eine Grundvoraussetzung. Allerdings ist nicht geklärt, wann genau sich dies ereignete.

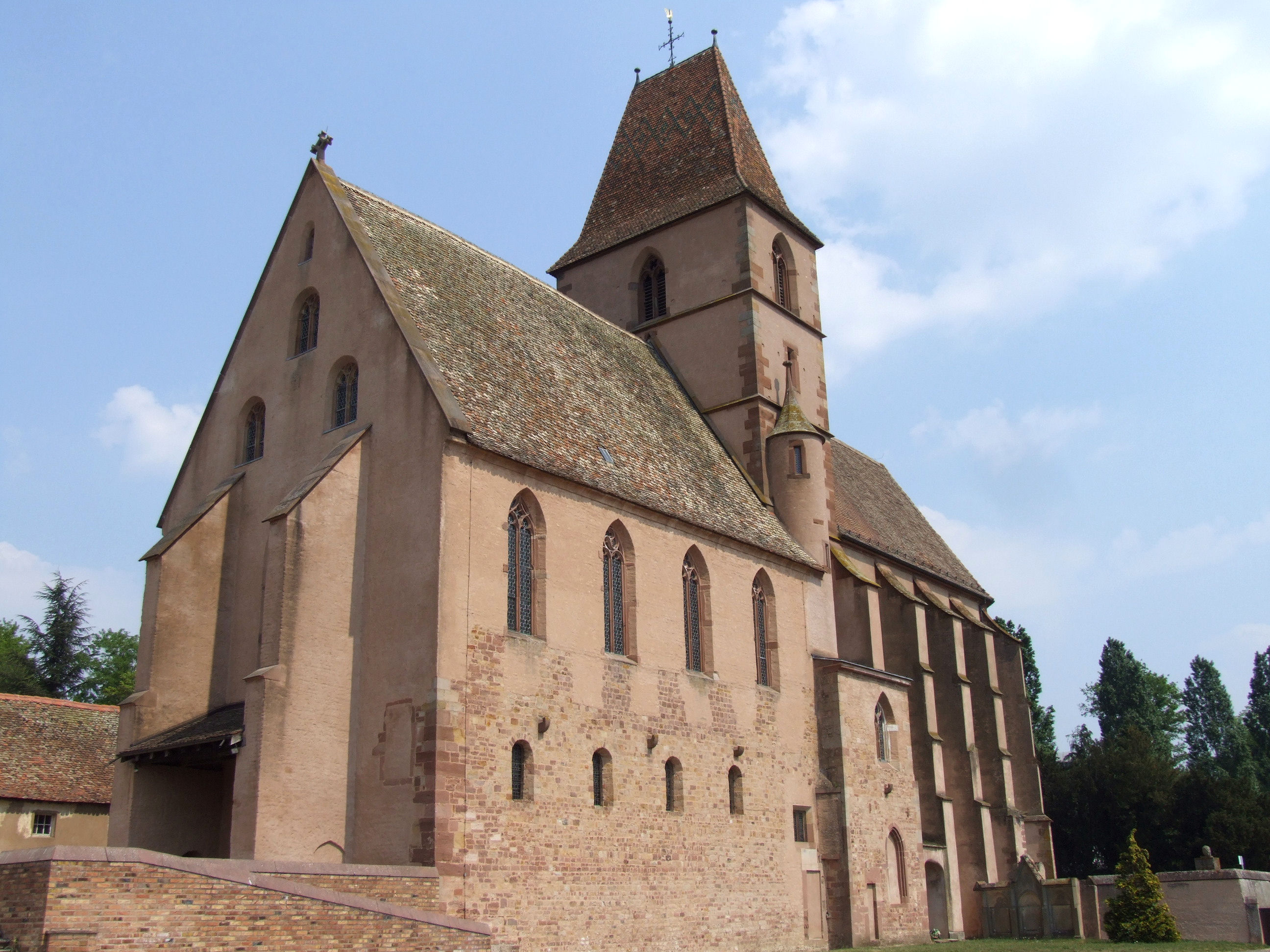
Kirche Sankt Walburga im elsässischen Walbourg

1127 kehrte sein Bruder Konrad von einer Pilgerfahrt ins Heilige Land zurück und wurde damit zur treibenden Kraft auf staufischer Seite. Im Dezember ließ er sich zum König ausrufen und nahm Friedrich damit die Führung ab. Friedrich betätigte sich allerdings weiter als Heerführer und nahm 1128 Speyer ein, während Konrad weitgehend erfolglos in Italien Einfluss zu gewinnen versuchte. 1130 wendete sich das Kriegsglück: Lothar eroberte Speyer zurück, kurz darauf starb Friedrichs Gattin Judith. Im selben Jahr fiel auch Nürnberg mit seinem Umland an Lothar. 1131 verloren die Staufer das gesamte Elsass und waren damit auf Schwaben und Ostfranken zurückgedrängt. Lothar verzichtete darauf, die Staufer weiter anzugreifen, und konzentrierte sich auf den Ausbau der inneren Reichsstruktur und auf die Italienpolitik.
Um 1132 heiratete Friedrich II. in zweiter Ehe Agnes von Saarbrücken und stellte so eine Verbindung zu einem weiteren in Opposition zu Lothar stehenden Haus her. Nach seiner Rückkehr aus Italien nahm Lothar 1134 die Offensive gegen die Staufer jedoch wieder auf. Gegen den gleichzeitigen Angriff Lothars von Norden und Heinrichs des Stolzen von Süden konnte sich Friedrich nicht halten. Im Frühjahr 1135 unterwarf er sich Lothar in Bamberg im Büßergewand, Konrad wiederholte diese Geste im Herbst. Gegen ein Treueversprechen und die Zusage der Unterstützung einer Italienfahrt wurden die Staufer wieder in die königliche Huld aufgenommen. Konrad heiratete Gertrud, eine Schwägerin Heinrichs des Schwarzen.
1147 starb Herzog Friedrich II. in Alzey. Seine letzte Ruhestätte fand er in der Klosterkirche vom Kloster Sankt Walburga im Elsass, wo nach ihm auch seine Ehefrau Agnes bestattet wurde. Die beiden Gräber sind heute nicht mehr vorhanden.
Sein Sohn Friedrich folgte ihm als Herzog von Schwaben nach und bestieg 1152 als König Friedrich I. Barbarossa den deutschen Thron.

## Nachkommen
Friedrich II. heiratete 1120 Judith Welf († 22. Februar wohl 1130/31), Tochter Heinrichs des Schwarzen, die ebenfalls im Kloster Walburg beerdigt wurde, und mit der er zwei Kinder hatte:
- Friedrich I. Barbarossa (1122–1190)
- Bertha (Judith) († zwischen 18. Oktober 1194 und 25. März 1195), ⚭ vor dem 25. März 1139 Herzog Matthäus I. von Lothringen aus dem Haus Châtenois († 13. Mai 1176); beide wurden im Kloster Clairlieu begraben

Etwa 1132/33 ging er eine neue Ehe ein; seine zweite Ehefrau war Agnes von Saarbrücken, eine Tochter des Grafen Friedrich im Saargau; mit ihr hatte er drei Kinder:
- Jutta (1133–1191) ⚭ Ludwig II., Landgraf von Thüringen
- Konrad (um 1134/36–1195), Pfalzgraf bei Rhein
- Luitgard († wohl nach 1155)